# キャロル・リー
キャロル・リー（Carol Leigh、1951年1月11日 - 2022年11月16日）は、スカーロット・ハーロット（The Scarlot Harlot）という名前でも知られているアメリカ合衆国の芸術家、著作家、映画製作者、セックスワーカー、セックスワーカーの権利活動家。彼女は「セックスワーク」という言葉を作ったとされており、「セックスワーカー映画芸術フェスティバル」を創設し、ベイエリアのセックスワーカー支持ネットワークであるBAYSWANの共同設立者でもあった。

## 作品

### 書籍
- Leigh, Carol (2004). Unrepentant Whore: The Collected Writings of Scarlot Harlot. San Francisco: Last Gasp. ISBN 9780867195842

### 章
- Leigh, Carol (2010). “Inventing Sex Work”. In Nagle, Jill. Whores and Other Feminists. Routledge. ISBN 9780203700655